# Choi Si-won
Pour les articles homonymes, voir Choi.
Dans ce nom coréen, le nom de famille, Choi, précède le nom personnel.
Choi Siwon (ou Choi Si-won, coréen : 최시원) né le 7 avril 1986 à Séoul est un chanteur, acteur, danseur et mannequin sud-coréen. Il fait partie du boys band Super Junior, et du sous-groupe Super Junior M.
Il a joué dans la version drama en taïwanais de l'animé Skip Beat. C'est un des membres les plus connus des Super Junior pour son charisme.

## Biographie
Il est officiellement né le 7 avril 1986, mais sa mère ayant oublié d'enregistrer sa naissance, il est considéré aux yeux de la loi comme étant né le 10 février 1987 ,. Il fait du taekwondo et parle le mandarin.
Siwon est né dans une famille protestante rigoriste, à Séoul. Il a une petite sœur, prénommée Choi Jiwon. Il a été repéré lorsqu'il avait 16 ans par un agent, qui lui recommande de passer une audition Starlight. Malgré la réticence initiale de ses parents, Siwon obtint de son père le droit de signer avec l'agence SM Entertainment une fois l'audition passée, sous réserve qu'il poursuive ses études. Fin 2003, Siwon emménage dans les dortoirs de l'agence en compagnie des autres membres de Super Junior, et commence par la suite sa formation.
En septembre 2006, Siwon montre ses talents de musicien à la batterie en se produisant aux côtés du groupe TRAX, pendant l'émission Inkigayo de la chaîne SBS, après le départ du groupe du batteur.
Siwon a été sollicité pour jouer dans le film Sun Jung Man Hwa. Cependant, il décline l'offre pour se concentrer uniquement sur sa carrière au sein des Super Junior-M. C'est finalement Kangin (un autre membre des Super Junior) qui acceptera le rôle.
Siwon s'est montré allié de la communauté LGBT en apportant son soutien à l'actrice transgenre Dana Karvelas. Super Junior a également collaboré avec le vocaliste ouvertement gay Jesus Navarro du groupe de pop mexicaine Reik avec la sortie de leur single Lo Siento, en 2018[réf. nécessaire].

### Polémiques
Siwon a fait l'objet de plusieurs polémiques dues à ses propos homophobes et transphobes. En 2015, il a partagé un tweet disant que « le soit disant [sic] mariage entre personnes de même sexe n'existe pas ». Affirmant ses propos, il a ensuite ajouté dans une interview qu'il ne « souhaitait pas prendre en compte les homosexuels car on m'a appris que Dieu avait créé l'homme et la femme avec des caractéristiques et devoirs spécifiques ». Siwon a ensuite supprimé son tweet et s'est excusé en disant qu'il ne s'était pas rendu compte que le sujet était si sensible et qu'il regrettait d'avoir heurté ses fans et ses proches.
En 2023, il fait l'objet d'une nouvelle polémique à la suite d'une image partagée sur l'application Bubble jugée transphobe par de nombreux fans et internautes.

## Filmographie

### Shows TV
- Extravagant Challenge/Skip Beat! (GTV, 2011-2012)
- Super Summer (2010)
- Stage Of Youth (CCTV, 2009)
- Spring Waltz (KBS, 2006)
- 18 vs. 29 (KBS, 2005)
- Parent's Approval (KBS, 2004)

### Séries télévisées
- Death's Game (TVING, 2023)
- La Traque dans le sang (Netflix, 2023)
- My fellow citizens(KBS, 2019)
- Revolutionary Love (MBC, 2017)
- Dramaworld (2016)
- She was pretty (MBC, 2015)
- Skip beat (2013)
- King of Dramas (SBS, novembre 2012)
- Poseidon (KBS, 2011)
- Athena : Goddess of war (SBS, 2010)
- Oh My Lady ! (SBS, 2010)
- Legend of Hyang Dan (MBC, 2007)
- Charnel Boy (KBS, 2006)
- Precious Family (KBS, 2005)

### Films
- 2006 : A Battle of Wits (Mo gong) : Prince Liang Shi[6]
- 2007 : Attack on the Pin-Up Boys
- 2011 : Athena : Goddess of war, the film
- 2015 : Tian jiang xiong shi (Dragon Blade) : Yin Po
- 2015 : Chek dou (Helios) : Pok Yu-Chit / Park Woo-cheol
- 2015 : Po feng (To the Fore) : Jeong Ji-Won

## Apparition dans des clips d'autres artistes
- 2003 : What is Love – DANA
- 2006 : Timeless – Zhang Liyin (Feat. Xiah des TVXQ)
- 2008 : I Will – Zhang Liyin
- 2008 : Left Shore of Happiness – Zhang Liyin
- 2009 : Fireflies – Ariel Lin
- 2010 : Hoot - Girls' Generation